# Caballero Ujier
Un Caballero Ujier es un oficial de la Casa Real del Reino Unido.

## Historia
Los Caballeros Ujieres de La Reina son designados generalmente oficiales retirados del servicio militar, marina y fuerza aérea (y ocasionalmente civiles) para asistencia irregular e infrecuente a los eventos reales. Ellos son usados para Fiestas al aire libre, e Investiduras, donde actúan como ujieres. Los Ujieres, quienes no cobran sueldo, se retiran a los 70, cuando deben convertirse en Extra Caballeros Ujieres.
Hay otros Caballeros Ujieres con nombramientos específicos, como el Caballero Ujier de la Espada del Estado. El único Ujier de jornada completa es el Caballero Ujier del Bastón Negro, quien asiste al Ministro de Economía en la Cámara de los Lores, donde es el Sargento de Armas. Antes del Parlamento Escocés abolido en 1707 hubo un Caballero Ujier del Bastón Blanco con la misma función.

## Órdenes de caballería inglesas
Algunas Orden de códigos de caballería incluyen a caballeros ujieres como oficiales de la orden. Ellos están, en orden de prioridad:
- El Caballero Ujier del Bastón Negro es el ujier de la Orden de la Liga Inglesa. Actualmente este es el teniente general Michael Willcocks Orden del Baño. (Esto no debe ser confundido con el otro caballero Ujier del Bastón Negro, quien fue el ujier de la Orden de San Patricio Irlandesa, el cual es obsoleto y el oficio ha estado vacante.)
- El Caballero Ujier del Bastón Verde es el ujier de la Orden del Cardo Escocesa, ahora el contraalmirante Christopher Hope Layman CB DSO LVO.
- El Caballero Ujier del Bastón Escarlata es el ujier de la Orden del Baño Británica. El presente Bastón Escarlata es el contraalmirante Iain Henderson CB CBE.
- El Caballero Ujier del Bastón Azul es el ujier de la Orden de San Miguel y San Jorge Británica.
- El Caballero Ujier del Bastón Morado es el ujier de la Orden del Imperio Británico.

- Datos: Q5533726